# Habib Bourguiba
Habib Bourguiba (tiếng Ả Rập: حبيب بورقيبة Ḥabīb Būrqība) (3 tháng 8 năm 1903 – 6 tháng 4 năm 2000) là tổng thống đầu tiên của Tunisia (từ 25 tháng 7 năm 1957 đến 7 tháng 11 năm 1987). Ông sinh ra ở Monastir. Bourguiba học tại Đại học Paris. Năm 1934, ông là lãnh đạo thành lập Đảng Neo-Destour (Hiến pháp mới), một đảng ủng hộ độc lập chính trị của Tunisia khỏi Pháp. Chính phủ Pháp đã đưa đảng này ngoài vòng pháp luật và Bourguiba bị giam tù cho đến năm 1936. Ông lại bị tống giam một lần nữa vào năm 1938 vì những hoạt động chính trị của mình và được thả năm 1942. Ông tiếp tục đấu tranh cho sự nghiệp độc lập Tunisia sau Thế chiến II (1939-1945). Ông lại bị bắt năm 1952, ông bị theo dõi sát sao trong tù cho đến năm 1955. Ông được bầu làm thủ tướng Tunisia năm 1956, khi quốc gia này thành tự trị, ông được bầu làm tổng thống năm 1957, khi Tunisia thành một nước cộng hòa. Tại đại hội đảng quốc lần thứ 9 của đảng Hiến pháp mới tháng 9 năm 1974, Bourguiba được bầu làm tổng thống suốt đời. Tháng 3 năm sau, quốc hội Tunisia cũng bầu ông làm tổng thống Cộng hòa Tunisia suốt đời.
Bourguiba theo đuổi một chính sách không liên kết chính trị nhưng vẫn duy trì quan hữu hảo với Pháp và Mỹ. Tháng 11 năm 1987, ông bị thủ tướng mới bổ nhiệm Zine al-Abidine Ben Ali lật đổ vì cho rằng Bourguiba quá ốm yếu và già cả nên không quản lý đất nước được.